# Plaza 4 de Febrero
La plaza 4 de Febrero es un espacio público y un monumento conmemorativo en el llamado "Bulevar de la Dignidad". Se localiza en el sector La Planicie entre la Calle Real de la Planicie y el Cuartel de la Montaña de la Parroquia 23 de enero en el Municipio Libertador del Distrito Capital al oeste de la ciudad de Caracas y al centro norte de Venezuela.
Se trata de una plaza diseñada por el arquitecto Jorge Castillo, quien ganó el Premio Nacional de Arquitectura de Venezuela. El monumento principal tiene en su base una frase de Hugo Chávez que pronunció mientras estaba en la cárcel de Yare en 1993. El espacio rinde homenaje a las personas que murieron en los hechos del Caracazo en 1989 (27 y 28 de febrero) y en la rebelión cívico militar de 1992 (4 de febrero) contra el gobierno de Carlos Andrés Pérez.
Fue inaugurada el 27 de febrero de 2012 por las autoridades del Municipio Libertador cuando se cumplieron 23 años de los sucesos del Caracazo